# Форум (гурт)
«Форум» — радянський і російський поп-рок-гурт, заснований Олександром Морозовим навесні 1983 року. Вважається першим синті-поп -колективом в СРСР .

## Історія групи

### XX століття
Склад формувався з колишнього гурту під назвою «Форвард», в нього увійшли Олексій Фадєєв (гітара, бас, вокал), Володимир Єрмолін (гітара, вокал), Олександр Назаров (бас, банджо), Ірина Комарова (скрипка, бас, вокал) і Борис Богданов (ударні) .
Перший виступ відбувся в лютому 1984 року в чеському місті Соколов на фестивалі «Рок за мир». Пісня «Ти мене розумієш», написана Фадєєвим, була названа однією з кращих. Після цього гурт ще кілька місяців давав концерти в Радянському Союзі і до липня практично повністю припинив існування - Фадєєв, Ермолін, Комарова та Богданов поїхали в Калінінград і заснували там новий гурт під назвою «Старт» .
В Ленінграді басист Олександр Назаров і звукорежисер Лазар Анастасіаді вирішили відродити гурт знову. Центральною фігурою другого набору став співак Віктор Салтиков, який в травні 1984 року в складі гурту «Мануфактура» був названий кращим вокалістом II фестивалю Ленінградського рок-клубу. Крім того, до них приєдналися гітаристи Микола Каблуков і Юрій Стиханов, Михайло Менакер (клавішні) і Олександр Дроник (драм-машина, перкусія). У вересні вони дали концерт в Палаці Молоді, який обернувся приголомшливим успіхом, а в грудні випущено дебютний альбом «Біла ніч». Відразу після виходу альбому колектив покинув гітарист Стиханов, віддаючи перевагу більш важкій музиці, він перейшов до гурту Гуннара Грапс, а вже пізніше - в «Август». Артдиректор гурту - Володимир Кауфман .
У 1985 році згідно з опитуванням читачів газети « Московський комсомолець » (в рубриці «Звукова доріжка») гурт посів 4 місце в п'ятірці кращих ансамблів  .
Протягом усього 1985 «Форум» активно гастролював, виконуючи найбільш популярні свої хіти (музика А. Морозова, вірші в основному С. Романова): «Біла ніч», «Полетіли листя», «Острівець». У червні до гурту приєднався барабанщик і майстер з програмування ритм-боксу Костянтин Ардашін. Музиканти виступили на XII фестивалі молоді і студентів, а кліп на пісню «Давайте зателефонуємо» потрапив в телеефір. У листопаді пішов в армію клавішник Михайло Менакер. Його замінив Володимир Сайко, запрошений до гурту в січні 1986 року, який раніше був учасником гуртів « Дивні ігри » (періоду 1979-1980 років, коли гурт тільки формувався) і «Союз любителів музики рок». До початок 1986 року багато молодіжних газет і журналів називали «Форум» відкриттям року і одним з найбільш популярних гурт в країні. Відбувся виступ у відомій телепередачі « Музичний ринг» .
У 1986 році гурт з піснею «Полетіли листя» взяв участь у фіналі 16-го фестивалю «Пісня року».
У червні 1987 року в гурті почалися серйозні розбіжності, викликані в основному конфліктами з «Ленконцертом», відсутністю апаратури і постійно зростаючим втручанням Морозова в творчий процес. Салтиков, Назаров, Дроник і Анастасіаді пішли в «Електроклуб», роком раніше заснований композитором Давидом Тухмановим, а «Форум» опинився на межі розпаду. Гурт зберігся завдяки приходу вокаліста рок-гурту « Аукціон » Сергія Рогожина. Рогожин двічі визнавався кращим вокалістом, на IV і V фестивалі Ленінградського рок-клубу. Того ж літа колектив виступив в Данії на фестивалі газети «Land og Folk», концерти пройшли досить вдало .
Відбувся запис другого альбому «Ніхто не винен». До 1989 року популярність гурту поступово почала падати, з поста керівника пішов Морозов. У червні 1989 року «Форум» покинули Каблуков і Ардашін для створення нового гурту, що отримав назву «Біла ніч». До гурту «Форум» прийшов Іван Барботін, який раніше брав участь в гуртах «Сфінкс» і «Фауна», але в гурті не затримався, через кілька місяців емігрувавши за кордон. Новим гітаристом став Євген Щербенін, барабанщик Сергій Шарков, в минулому колега Сайко по «Союзу любителів музики рок», а пізніше учасник « Нуля » і « Об'єкту насмішок ». У травні прийшов гітарист Владислав Шереметьєв (справжнє прізвище Тутов), колишній учасник арт-рок-гурту «Правило лівої руки». Звукорежисером став ще один член «СЛМР» Сергій Єрьомін .
З 1988 по 1991 рік гурт бере участь у фіналі фестивалю « Пісня року ». У 1988 році з піснею «На сусідній вулиці» (муз. А. Морозова, сл. Д. Дьоміна), в 1989 році - «Потьомкінські сходи» (муз. А. Морозова, сл. Ю.Паркаєва), в 1990 році - «Ревнощі» (муз. Л. Квінт, сл. О. Кліменкової), в 1991 році - «Твої сірі очі»  (муз. В. Сайко, сл. О. Кліменкової).
9 січня 1992 року вийшов третій альбом «Чорний дракон», запис якого відбувся у великому концертному залі «Жовтневий». У червні на фестивалі «Шлягер-92» Рогожин отримав нагороду за кращий вокал. Фактично гурт складався з двох людей, соліста Сергія Рогожина і композитора Володимира Сайко, а всі інші лише підігравали їм, тому можна вважати, що до 1993 року «Форум» у вигляді цілісного колективу практично перестав існувати. Згодом вийшли ще два альбоми «Літня зима» (1993) і «Очі чорні» (1994), після чого шляхи музикантів остаточно розійшлися. Їхні долі після розпаду склалися цілком вдало: Рогожин почав сольну кар'єру, Сайко зайнявся розкручуванням молодих виконавців, зйомками телепередач, телесеріалів і кліпів, Єрьомін протягом двох років грав з «Нічними снайперами» .

### 2004 - дотепер
У 2004 році «Форум», щоб відзначити 20-річчя гурту, збирається разом на сцені БКЗ «Жовтневий» для проведення концерту на честь свого ювілею, але подальшого продовження спільної творчої діяльності в учасників оригінального складу колективу так і не складається.
У 2009 році Віктор Салтиков і Сергій Рогожин вперше з'єдналися в одному творчому проекті, присвяченому 25-річчю гурту «Форум». Результатом спільної творчості став дуетний альбом «Форум 25» і ювілейний концерт в БКЗ "Жовтневий". Після цього з програмою «Форум - золоті голоси» Рогожин і Салтиков періодично виступають разом.
У 2011 році Олександр Морозов і продюсер Марина Паруснікова разом з Миколою Каблуковим (гітара) і Костянтином Ардашіним (комп'ютерне програмування, перкусія та електронні ударні інструменти) знову відтворюють групу «Форум». Аранжувальником і клавішником до гурту запрошується Олег Савраска (Сисоєв) (екс-клавішник і вокаліст гуртів «Ласковый май», «Суворий лютого»). Після тривалих пошуків, прослуховувань і переглядів в колектив вливаються: Антон Авдєєв (за плечима якого виконання провідних партій в таких мюзиклах і рок-операх як « Орфей і Еврідіка », « Юнона і Авось », « Ісус Христос - суперзірка », «Бал вампірів " та ін. ), а також талановитий шоумен - вокаліст Павло Арт (Дмитрієв).
У березні 2011 року відбувся дебют оновленого складу гурту на сцені Московського театру Естради в ювілейній програмі Морозова «Мариночка, Марина! ». Влітку того ж року гурт «Форум» разом з композитором Олександром Морозовим проводить пробний концертний тур найбільшими містами Уралу. У репертуарі гурту не тільки визнані «золоті хіти», а й нові пісні.

## Дискографія
- 1984 - Концерт'84 (збірник концертних записів, зроблених в Москві, Анапі, Соколові протягом 1984 року)
- 1984 - Біла ніч (виданий на LP в 1987, до цього поширювався у вигляді магнітоальбомів з різними варіантами трек-листа)
- 1987 - За тиждень до весілля (магнітоальбом)
- 1987 - Далекі дали (магнітоальбом)
- 1987 - Материнська тривога (концертний магнітоальбом)
- 1988 - Ніхто не винен (LP)
- 1989 - Форум - 5 років (Ревнощі) (магнітоальбом)
- 1990 - Клич мене (магнітоальбом)
- 1992 - Чорний дракон (LP)
- 1993 - Кінець любові (Форум 1993) (магнітоальбом)
- 1993 - Літня зима (CD)
- 1994 - Очі чорні (CD)
- 1999 - Легендарні пісні (трек-лист диску повністю повторює вініл «Біла ніч») (CD)

## Кліпографія
- Відпустіть, мами / Що зрівняється з юністю?
- Давайте зателефонуємо
- Біла ніч
- Відлетіли листя
- А мені б журавля
- Закодована двері
- На сусідній вулиці
- Шуміла синя річка
- Пане президенте (1993) [4]
- Літня зима (1993)
- У матросів немає питань (1993) [5]
- Тиха пристань (1994)

Чотири останніх були зняті компанією «ITM Video». Режисер кліпів - Олександр Ігудін, оператор - Олексій Тихонов.